# Ductilitate

Ductilitate. Schematică reprezentare a unor bare rotunde după expunere la efort de tracțiune:
(a) = rupere fragilă
(b) = rupere ductilă
(c) = rupere complet (supra)ductilă

În știința materialelor, ductilitatea este capacitatea unui material solid de a se deforma sub un efort de tracțiune; acest lucru este adesea caracterizat prin capacitatea materialului de a fi întins într-un fir.
Ductilitatea este proprietatea unui metal de a putea fi tras în fire foarte subțiri.
Maleabilitatea, o proprietate similară, este capacitatea unui material de a se deforma sub un efort de  compresiune; acest lucru este adesea caracterizat prin capacitatea materialului de a forma o foaie subțire prin ciocănire sau laminare. Ambele proprietăți mecanice sunt aspecte ale plasticității, în măsura în care un material solid poate fi deformat plastic fără a se rupe. De asemenea, aceste proprietăți ale unui material sunt dependente de temperatură și presiune. Sunt o consecință a legăturii chimice metalice.
Ductilitatea și maleabilitatea nu sunt întotdeauna coextensive - de exemplu, în timp ce aurul are ductilitate și maleabilitate mare, plumbul are ductilitate scăzută, dar este de mare maleabilitate. Cuvântul ductilitate este folosit uneori pentru a îmbrățișa ambele tipuri de plasticitate.
Materialele  ductile prezintă deformații mari înainte de rupere. Lipsa de ductilitate este deseori numită fragilitate.